# Exekutivagentur für die Forschung
Die Exekutivagentur für die Forschung (REA, englisch European Research Executive Agency) ist eine der zurzeit sechs Exekutivagenturen der Europäischen Union. Diese nehmen unter den Agenturen der EU eine Sonderstellung ein. Sie wurden von der Europäischen Kommission gegründet und sind mit der Verwaltung von einem oder mehreren bestimmten Programmen beauftragt. Dabei sind sie nicht auf Dauer, sondern nur für einen begrenzten Zeitraum eingerichtet und sind im Rang einer Generaldirektion der Europäischen Kommission gleichgestellt. Der Bestand der REA ist zurzeit bis zum 31. Dezember 2017 befristet. Weiterhin müssen diese Agenturen, im Unterschied zu den anderen EU-Agenturen, in Brüssel oder Luxemburg angesiedelt sein. Die REA hat ihren Sitz in Brüssel.
Rechtsgrundlage für diese Exekutivagentur ist zum einen die EU-Ratsverordnung 58/2003 vom 19. Dezember 2002 sowie der Beschluss der Kommission (2008/46/EG) vom 14. Dezember 2007.
Die REA nahm im Jahr 2007 ihre Arbeit auf. Ihre Aufgaben liegen in der Verwaltung bestimmter Gemeinschaftsprogramme in den Themenbereichen Menschen, Kapazitäten und Zusammenarbeit. Das Mandat der REA beinhaltet zurzeit unter anderem:
- die Verwaltung der Marie-Curie-Stipendien und ähnlicher Förderpreise,
- die Verwaltung spezieller Finanzhilfevereinbarungen zur Förderung der Forschung in kleinen und mittleren Unternehmen,
- die Verwaltung von Projekten im Bereich der Weltraumforschung und
- die Verwaltung von Projekten im Bereich der Sicherheitsforschung.

Sie ist gegenüber der Generaldirektion Forschung und Innovation, der Generaldirektion Unternehmen und Industrie sowie der Generaldirektion Bildung und Kultur rechenschaftspflichtig und verwaltete zwischen 2007 und 2013 Mittel des 7. Forschungsrahmenprogramms in Höhe von über 6,5 Mrd. Euro. Nach Ende des 7. Rahmenprogramms übernahm die REA die Verwaltung von Teilbereichen des Programms Horizont 2020.